# 傑與沉默鮑勃
傑與沉默鮑勃是View Askew宇宙的兩位虛構角色，分別由傑森·繆斯與凱文·史密斯飾演。該兩角出現在大部分的View Askew宇宙作品，於1994年電影《瘋狂店員》中首次登場。傑與沉默鮑勃時常會待在《瘋狂店員》中的便利商店外無所事事的站著，便販賣著大麻，但也因此曾遭警察逮捕而入獄數個月。

## 人物
傑與沉默鮑勃皆於1970年代出生在紐澤西州的李奧納多，在《白爛賤客》中透露，兩人在嬰兒時期就被各自的母親放置於Quick Stop便利商店前，為此首次會面。
沉默鮑勃是名吸菸者，特徵是寬胖的身材、長風衣、黑色頭髮、留鬍子並帶著一頂向後的棒球帽。他是名基督徒，且頭腦聰明。沉默鮑勃就如同他的名字般，在大部分的時間幾乎都不說話、只抽著菸，且會以比手勢的方式和傑交談（在《白爛賤客》中，傑沒法聽懂鮑勃太長的手語）；一旦鮑勃開口，便會說出精確、中肯與帶有獨特見解的話。
在《愛，上了癮》中透露，鮑勃曾有名女友，叫做艾米（Amy），但他後來因爭吵而失去了她，令自己感到後悔，並曾有段時間追尋著艾米的蹤跡。在《瘋狂店員：動畫系列》中，鮑勃被稱作「布魯塔斯基（Blutarsky）」，但凱文·史密斯表示，這只是一個取自《動物屋》的惡搞引用，因為他從未給鮑勃一個姓氏。
傑則比沉默鮑勃的身材還顯得高瘦，留著金色長髮，並戴著毛織絨帽。他與鮑勃相反，傑個性輕浮、說話相當粗魯，時常說出帶有髒話和關於性與性器官的言語。
在《白爛賤客》中透露，傑的粗魯似乎是受到他母親的影響。傑也喜歡音樂和跳舞，並勾引女人來和自己做愛，且能夠以默契的方式來解讀鮑勃的手勢。此外，傑有偷東西的習性，在《瘋狂店員》與《耍酷一族》中有著偷吃店裡食物和將糖果塞進口袋的動作。在《怒犯天條》中，魯佛斯曾說過傑手淫次數比任何人都多，且只對男人做，這代表傑可能是同性戀者。在《瘋狂店員2》的監獄剪輯版本中，沉默鮑勃告訴傑，他是一個深受壓抑的同性戀者。

## 備註
1. ↑  在臺灣發行的《白爛賤客》中，傑與沉默鮑勃則是譯作香蕉與芭樂。
2. ↑  這符合了《愛，上了癮》的原文片名《Chasing Amy》。

## 外部連結
- 互联网电影数据库上Jay的资料
- 互联网电影数据库上Silent Bob的资料
- 電台採訪凱文·史密斯關於他最喜歡的人物 從FBI 94.5澳大利亞悉尼